# Galeazzo
Galeazzo ist ein männlicher Vorname, der vor allem im nördlichen Teil Italiens zur Zeit der Renaissance gebräuchlich war. Der Herkunft des Namens wird auf Galahad, in Französisch Galaad, einem Helden der Artussagen zurückgeführt.

## Namensträger
- Galeazzo Alessi (1512–1572), italienischer Architekt
- Galeazzo Arconati (um 1580–1649), italienischer Kunstsammler
- Galeazzo Campi (1477–1536), italienischer Maler der Spätrenaissance
- Galeazzo Flavio Capella (1487–1537), italienischer Schriftsteller und Staatsmann
- Galeazzo Caracciolo (1517–1586), italienischer Protestant in der Renaissance
- Galeazzo Ciano, Graf von Cortellazzo und Buccari (1903–1944), italienischer Politiker und Diplomat
- Galeazzo Mondella (* 1467; † vor dem 5. Mai 1528), Goldschmied und Medailleur der Renaissance in Italien
- Galeazzo Gualdo Priorato (1606–1678), italienischer Söldner, Historiker, Geograph und Diplomat
- Galeazzo di Santa Sofia († 1427), italienischer Arzt
- Galeazzo Sanvitale (1566–1622), Erzbischof von Bari
- Galeazzo Maria Sforza (1444–1476), Herzog von Mailand
- Gian Galeazzo Sforza (1469–1494)
- Galeas von Thun und Hohenstein (Galeazzo von Thun und Hohenstein)
- Galeazzo I. Visconti (1277–1328)
- Galeazzo II. Visconti (* um 1320; † 1378)
- Gian Galeazzo Visconti (auch Giangaleazzo Visconti oder Johann Galeaz(zo) Visconti; 1351–1402), Mitherrscher in Mailand